# Jaguar XJR-14
Jaguar XJR-14 foi um protótipo de corrida, desenvolvido pela Jaguar para competir na World Sportscar Champioship (WSC). Teve participação nas 24 Horas de Le Mans 1991.

## Introdução
A temporada 1991 marcou a introdução de novas da regras controversas pela FIA. Para  cumprir com os novos regulamentos, a Jaguar produziu um carro totalmente novo, a XJR-14. Foi desenhado por John Piper, sob a direção de Ross Brawn , sendo construído, então pela fabricante Tom Walkinshaw Racing (TWR).

## Motor
A principal característica dos novos regulamentos introduzidos pela FIA, se centralizavam na utilização de motores aspirados de 3,5L, embora o antecessor da Jaguar XJR-14, a Jaguar XJR-11, tenha utilizado dois turbocompressores, a fim de cumprir as novas regras. Naturalmente esta não era uma opção realista, nem foi considerado, dada a compromissos de projeto de não usar um motor de medida.
Mas, dada a ligação Jaguar, com a montadora americana Ford, foi decidida a utilização de um motor V8 Ford HB de 3,5L. A principal vantagem da utilização da série HB Ford, se deu pela vantagem do apoio de tecnologia e suporte após a introdução dos motores nos protótipos XJR-14, vindo da equipe de Fórmula 1 Benetton Formula, que utilizava a mesma série de motores, porém com características especificas diferentes, como por exemplo, a rotação máxima atingida pela XJR-14 era de 11500 rpm, enquanto que a Benetton B191, atingia rotação máxima na casa dos 14000 rpm.